# Vavîlove, Snihurivka
Vavîlove (în ucraineană Вавилове) este localitatea de reședință a comunei Vavîlove din raionul Snihurivka, regiunea Mîkolaiiv, Ucraina.

## Demografie
Componența lingvistică a localității Vavîlove
     Ucraineană (93,63%)
     Rusă (5,64%)
Conform recensământului din 2001, majoritatea populației localității Vavîlove era vorbitoare de ucraineană (93,63%), existând în minoritate și vorbitori de rusă (5,64%).

## Personalități născute aici
- Oles Berdnîk (1926 - 2003), scriitor.